# عمر فوزي باشا
عمر فوزي باشا (بالتركية: Ömer Fevzi Paşa)‏‏ (ولدَ في 1818، توقاد - توفي في 9 يناير 1878، دمشق) هو سياسي عثماني، تولى منصب والي سالونيك.

## مناصبه
تولى المناصب التالية:
- والي سالونيك (أغسطس 1872–مايو 1873)
- والي سالونيك (فبراير 1874–سبتمبر 1875)
- والي كريت (1868–1870)